# هيو بليك
هيو بليك (بالإنجليزية: Hugh Blake)‏ هو لاعب اتحاد الرغبي نيوزيلندي، ولد في 10 سبتمبر 1992 في دنيدن في نيوزيلندا.

## وصلات خارجية
- هيو بليك على موقع سلسلة سباعيات الرغبي العالمية - رجال (الإنجليزية)
- هيو بليك عل موقع إسبنسكروم (الإنجليزية)
- هيو بليك على موقع ItsRugby.co.uk (الإنجليزية)